# Filippo Lippi
Filippo Lippi, florentinski slikar, * pribl. 1406, Firence (danes Italija), † 9. oktober 1469, Spoleto (danes Italija).
Znan tudi kot Lippo Lippi, je bil italijanski renesančni slikar Quattrocenta (15. stoletje) in karmeličanski duhovnik. Bil je zgodnjerenesančni mojster slikarske delavnice, in je poučeval številne slikarje. Sandro Botticelli in Francesco di Pesello (imenovan Pesellino) sta bila med njegovimi najuglednejšimi učenci. Njegov sin Filippino Lippi je prav tako študiral pri njem in pomagal pri nekaterih poznih delih.

## Življenje
Filippo je bil sin mesarja Tommaso di Lippo in Antonie di Sernigi, ki je umrla pri porodu. Skupaj z bratom Giovannijem je bil izročen v vzgojo očetovi sestri. Ker je bila prerevna, da bi ga vzgajala, ga je dala v sosednji karmeličanski samostan, ko je bil star osem let. Tam je začel svoje izobraževanje. Leta 1420 je bil sprejet v noviciat reda bratov blažene Device Marije z gore Karmel, splošno znanih kot karmeličanov, v samostanu Santa Maria del Carmine v Firencah, naslednje leto pa je pri šestnajstih letih v redu izrekel redovne zaobljube. V duhovnika je bil posvečen približno leta 1425 in je ostal v župniji do leta 1432, vendar je ohranil svoje krstno ime. Giorgio Vasari, prvi umetnostni zgodovinar renesanse, piše v svojem Življenju umetnikov, da je Lippija navdihnilo, da je postal slikar, ko je opazoval Masaccia pri delu v cerkvi Carmine. Lippijeva zgodnja dela, zlasti Madona iz Tarkvinije (Galleria Nazionale, Rim), kažejo vpliv Masaccia. Vasari piše o Lippiju: »Namesto da bi študiral, je ves svoj čas porabil za črtkanje slik po svojih in tujih knjigah.« Zaradi Lippijevega zanimanja se je prior odločil, da mu bo dal priložnost za učenje slikanja.
Leta 1432 je Filippo Lippi zapustil samostan, čeprav ni bil razrešen zaobljub. V pismu iz leta 1439 se opisuje kot najrevnejši firenški pater, zadolžen za vzdrževanje šestih zakonskih nečakinj. Samostanske listine ga prvič imenujejo slikar leta 1430, ko je ustvarjal svojo prvo fresko v samem samostanu. Kmalu za tem je odšel v Padovo, kjer je ustvaril veliko del, ki se pa niso ohranila. Po Vasariju je Lippi nato obiskal Ancono in Neapelj, kjer so ga ujeli barbarski pirati in obdržali kot sužnja in ostal v suženjstvu 18 mesecev. Ko je ob neki priliki z ugaslim ogljem naslikal svojega gospodarja na belo steno, je bey to vzel za čudež, saj arabska kultura ni poznala upodabljanja oseb, in je sužnja osvobodil in nagradil. Louis Gillet, ki je pisal za Catholic Encyclopedia, meni, da je ta pripoved in druge podrobnosti o Lippiju »zagotovo nič drugega kot romanca«.
Z Lippijevo vrnitvijo v Firence leta 1432 so njegove slike postale priljubljene, kar je zahtevalo podporo družine Medici, ki je naročila Oznanjenje in Sedem svetnikov. Cosimo Medičejski Starejši ga je moral zapreti, da bi ga prisilil k delu, in tudi takrat je slikar pobegnil po vrvi, ki so jo spletli iz njegovih rjuh. Njegove eskapade so ga pahnile v finančne težave, iz katerih se ni okleval rešiti s ponarejanjem. Njegovo življenje je vključevalo veliko podobnih zgodb o tožbah, pritožbah, prelomljenih obljubah in škandalu.
Leta 1441 je Lippi naslikal oltarno sliko Kronanje Device za nune Sant'Ambrogio. Na sliki je prikazana Devica, ki je kronana med angeli in svetniki, med katerimi so številni bernardinci. Ena od teh, postavljena na desno, je polovična figura, za katero so prvotno mislili, da je Lippijev avtoportret, na katero opozarja napis perfecit opus na angelovem zvitku. Kasneje so verjeli, da gre namesto tega za portret dobrotnika, ki je naročil sliko. Slika je bila opevana v pesmi Roberta Browninga Fra Lippo Lippi (1855).
Filippo se je za kratek čas povrnil v Padovo in nato spet v Firence, vendar ne v samostan, temveč v zasebno stanovanje z lastno delavnico. Delal je po naročilu raznih samostanov in privatnih kupcev, med drugimi za Medičejce in Martellije. Papež Evgen IV. mu je leta 1442 dodelil dosmrtno komendo (užitek dohodkov) v cerkvi San Quirico pri Firencah. Kljub prestižnemu položaju in relativno ugodnemu gmotnemu stanju je bil Filippo v naslednjih letih dvakrat obsojen zaradi ponarejevanja in sleparstva, zato mu je bila komenda preklicana leta 1455. 
Leta 1452 je bil Lippi imenovan za kaplana redovnic v samostanu Santa Maria Maddalena v Firencah.
V tem času bi moral slikar delati na kapeli stolnice svetega Štefana v Pratu, ki mu je bila po pogodbi zaupana že leta 1452, vendar se je slikar raje posvečal drugim manjšim delom, ki so mu nudila takojšnje plačilo, kapelo pa je dokončal šele leta 1465 po neštetih prekinitvah, zahtevah denarja in revizijah prvotne pogodbe. V to obdobje spada tako imenovana Lippina, ki je slika Marije z detetom in ki je bila vzor za vse bodoče uprizoritve te vrste, najprej za Botticellija.
Zapisano je, da je Fra Filippo junija 1456 živel v Pratu (blizu Firenc), da bi slikal freske v koru stolnice. Leta 1458, ko se je ukvarjal s tem delom, se je lotil ustvarjanja slike za samostansko kapelo Santa Margherita v tem mestu, kjer je spoznal Lucrezio Buti, lepo meščansko ali novinko reda in hčer Firenčanov Caterine Ciacchi in Francesca Buti. Lippi je prosil, da bi ji dovolili, da pozira za figuro Marije (ali morda svete Marjete). Lippi se je z njo zapletel v spolne odnose in jo ugrabil v svojo hišo. Tam je ostala kljub prizadevanjem nun, da bi jo pridobile nazaj. To razmerje je privedlo do njunega sina Filippina Lippija leta 1457, ki je po očetu postal slaven slikar, ter hčerke Alessandre leta 1465. Lukrecija naj bi bila model za številne slike Madone Filippa Lippija, pa tudi za Salomo v enem od njegovih monumentalnih del.
Leta 1457 je bil imenovan za pohvalnega rektorja (Rettore commendatario) San Quirica v Legnaii, s temi ustanovami pa je občasno imel znatne dobičke. Kljub tem dobičkom se je Lippi vse življenje trudil rešiti revščine.
Konec življenja je Lippi preživel v Spoletu, kjer so mu naročili slikanje prizorov iz Življenja Device za apsido stolniece. Njegov sin Filipino je pri gradnji služil kot delavniški pomočnik. V polkupoli apside je kronanje Device z angeli, sibilami in preroki. To serijo, ki ni povsem enaka tisti v Pratu, so po Lippijevi smrti dokončali pomočniki pod vodstvom njegovega kolega karmelićana Fra Diamanteja.
Lippi je umrl v Spoletu 8. oktobra 1469 ali okoli tega datuma. Način njegove smrti je sporen. Pravijo, da je papež Lippiju podelil odpustek za poroko z Lucrezio, a preden je prispelo dovoljenje, so Lippija zastrupili ogorčeni Lucrezijini sorodniki ali, po drugi različici, sorodniki nekoga, ki jo je nadomestil v slikarjevi naklonjenosti.

## Delo
Filippo Lippi je eden od velikih florentinskih slikarjev zgodnjega petnajstega stoletja, skupaj z Masacciom, Fra Angelicom in Venezianom. Lippi se razlikuje od ostalih predvsem zaradi vpliva, ki ga je imelo flamsko slikarstvo na njegovo umetnost. To je razvidno v uporabi živih barv in močne osvetljenosti, pri kateri posamezne figure odločno odstopajo od ozadja; osebe izgledajo realno in dinamično, ozadja drzno segajo v daljino. Po njem so se zgledovali vsi poznejši florentinski slikarji, prvi od vseh Botticelli. 
Freske v koru stolnice v Pratu, ki prikazujejo zgodbi svetega Štefana in svetega Janeza Krstnika na dveh glavnih stenah, ki se soočata, veljajo za najpomembnejša in monumentalna dela Fra Filippa, zlasti figura Salome, ki pleše, ki ima jasno sorodnosti s poznejšimi deli Sandra Botticellija, njegovega učenca, in Filippina Lippija, njegovega sina, pa tudi prizor, ki prikazuje obredno žalovanje nad Štefanovim truplom. Na slednjem naj bi bil slikarjev portret, a so mnenja o tem, katera je točna figura, različna. Lik plešoče Salome v prizoru Herodove pojedine naj bi bil portret Lukrecije. Na zadnji steni kora sta sv. Janez Gualbert in sveti Alberto, medtem ko ima obok monumentalne upodobitve štirih evangelistov.
Za Germiniana Inghiramija iz Prata je naslikal Smrt svetega Bernarda. Njegova glavna oltarna slika v tem mestu je Rojstvo v refektoriju San Domenica: otrok Jezus na tleh, ki ga častita Devica in Jožef, med svetima Jurijem in Dominikom, v skalnati pokrajini, s pastirji, ki se igrajo, in šestimi angeli na nebu. Vizija svetega Bernarda je v Narodni galeriji v Londonu.
V Uffiziju je lepa slika Device, imenovane tudi Lippina, ki časti dojenčka Jezusa, ki ga držita dva angela. Vzor Device je Lukrecija. Nekdanji predavatelj v galeriji, umetnostni zgodovinar Rocky Ruggiero, sliko označuje za »eno najlepših slik italijanske renesanse« in trdi, da je Lippi verjetno »prvi italijanski slikar z resnično občutljivostjo za žensko lepoto«.
Slika Device z otrokom z angelom tudi v Uffiziju je pripisana Lippiju, vendar je to sporno.
Filippo Lippi je umrl leta 1469 med delom na freskah prizorov iz Življenja Device (1467–1469) v apsidi stolnice v Spoletu. Freske prikazujejo Oznanjenje, Pogreb Device, Čaščenje deteta Jezusa in Kronanje Device. Skupina mimoidočih, upodobljenih na pogrebu, vključuje avtoportret Lippija in njegovih pomočnikov, Fra Diamanteja in Piera Mattea d'Amelia, skupaj z njegovim sinom Filippinom. Lippi je bil pokopan na desni strani transepta, s spomenikom, ki ga je naročil Lorenzo de' Medici.

## Izbrana dela
- Ustoličena Marija z otrokom (Madona iz Tarkvinije) (1437) –Tempera na tabli, 151 × 66 cm, Galleria Nazionale d' Arte Antica, Rim
- Pietà (1437–1439) – Tempera na tabli, 86 × 107 cm, Museo Poldi Pezzoli, Milano
- Barbadorijev oltar (1438) – Tabla, 208 × 244 cm, Louvre, Pariz
- Spokorni sveti Hieronim z mladim menihom (ok. 1439) – Tempera na tabli, 54 × 37 cm, Muzej Lindenau, Altenburg
- Oznanjenje z dvema klečečima darovalcema (ok. 1440) – Olje na tabli, 155 × 144 cm, Galleria Nazionale d'Arte Antica , Rim
- Martellijevo oznanjenje (ok. 1440) – Tempera na tabli, 175 × 183 cm, San Lorenzo, Firence
- Oltar za noviciat (ok. 1440–1445) – Tempera na tabli, 196 × 196 cm, Uffizi, Firence
- Marijino kronanje Sant'Ambrogio (1441–1447) – Tempera na tabli, 200 × 287 cm, Uffizi, Firence
- Oznanjenje (ok. 1443–1450) – Les, 203 × 185,3 cm, Stara Pinakoteka, München
- Marsuppinijevo kronanje (po 1444) – Tempera na tabli, 172 × 251 cm, Pinacoteca Vaticana, Rim
- Oznanjenje (1445–50) – Olje na tabli, 117 × 173 cm, Galleria Doria Pamphilj, Rim
- Oznanjenje (ok. 1449–1459) – Tempera na tabli, 68 × 151,5 cm, Narodna galerija, London
- Sedem svetnikov (ok. 1449–1459) – Tempera na tabli, 68 × 151,5 cm, Narodna galerija, London
- Marija z otrokom (ok. 1452) – Tabla, premer 135 cm, Palača Pitti, Firence
- Pogreb svetega Hieronima (ok. 1452–1460) – Tempera na tabli, 268 × 165 cm, Museo dell'Opera del Duomo, Stolnica v Pratu
- Zgodbe svetega Štefana in svetega Janeza Krstnika (1452–1465) – Cikel fresk, stolnica v Pratu
- Madonna del Ceppo (ok. 1452–1453) – Panel, 187 × 120 cm, Civic Museum, Prato
- Marija z otrokom (ok. 1455) – Tabla, Uffizi, Firence
- Mistično rojstvo (pozne 1450.) –<majhna> Tabla, 127 × 116 cm, Staatliche Museen, Berlin< /majhen>
- Marija iz Palazzo Medici-Riccardi (1466–1469) – Tempera na tabli, 115 × 71 cm, Palazzo Medici-Riccardi, Firence
- Življenje Device (1467–1469) – Freska, apsida stolnice v Spoletu
- Marija z otrokom (med okoli 1446 in okoli 1447), Walters Art Museum[15]
- Triptih Madone ponižnosti s svetniki

## Galerija
- Oznanjenje Murate, tempera na lesu (detajl)
- Herodova pojedina, freska v stolnici v Pratu (detajl)
- Herodova pojedina, freska v stolnici v Pratu (detajl)
- Marijino kronanje, freska v stolnici v Spoletu
- Marijina smrt, freska v stolnici v Spoletu (detajl s portreti umetnika, njegovega sina in dveh sodelavcev)
- Madona z otrokom tudi Lippina, tempera na lesu
- Pala Barbadori, Firence
- Rojstvo (ok. 1445), National Gallery of Art
- Poklon Treh kraljev , tondo pripisana Fra Angelicu in Filippu Lippiju (okoli 1440–1460)
- Marijino kronanje (1441–1447)
- Portret ženske z moškim pri ohišju (ok. 1440), Metropolitanski muzej umetnosti, New York
- Madonna iz Palazzo Medici-Riccardi (1466)
- Portret ženske (1445), Gemäldegalerie
- Madona z detetom z življenjskimi prizori svete Ane (1452), detajl
- Madona z detetom, Sledilec Fra Filippa Lippija in Francesca Pesellina